# Felixstowe Porte Baby
Le Felixstowe Porte Baby est un hydravion de reconnaissance britannique utilisé en 1915 lors de la Première Guerre mondiale.

## Conception et développement
Le Porte Baby a été conçu par l'officier de la Royal Navy John Cyril Porte à la base aéronavale de Felixstowe, base où le prototype fut également construit. Le constructeur aéronautique May, Harden and May de Southampton est chargé d'en produire vingt (numérotés de 9801 à 9820) mais n'en produit finalement que dix autres,. Néanmoins un certain nombre des dix cellules suivantes auraient été réutilisées pour fabriquer des Curtiss H-12 ou des Felixstowe F.2. En service entre novembre 1915 et 1918 il fut le plus gros hydravion produit et opéré par le Royaume-Uni.
L'avion est un biplan à trois rangées de mâts, dont les ailes faites de toiles autour d'une structure en bois ont une envergure différentes (l'aile basse est plus courte que l’aile haute). La cellule est fixée sous l'aile inférieure. Les trois moteurs — la plupart du temps des Rolls-Royce Eagle mais le moteur central pouvant être remplacé par un moteur Green Engine Co (en) de 260 ch — sont positionnés entre les ailes : deux en traction et le moteur central en propulsion. Les deux pilotes prennent place dans un cockpit fermé et les trois mitrailleurs dans des postes de tir ouverts.
Comme le montre illustration le petit avion surnommé Baby était utilisé pour démontrer le concept d'un gros avion pouvant transporter et larguer un avion plus petit, en occurrence un Bristol Scout. Le premier décollage dans cette configuration suivi d'un largage réussi a eu lieu le 17 mai 1916, donnant naissance à la technique de l'aéronef parasite.

## Histoire en opération
Les Porte Baby sont d'abord utilisés lors de patrouilles au-dessus de la mer du Nord depuis les bases de Felixstowe, North Killingholme Haven, Houton Bay, Orkney et Catfirt,. Néanmoins leur grande taille associée à leur faible vitesse les rendent vulnérables aux attaques aériennes. Après la quasi-destruction d'un des avions par un chasseur allemand, conclue par un amerrissage d'urgence le long des côtes néerlandaise, les Porte Baby furent confinés à des patrouilles dans des zones sans risque d'être interceptés par la chasse ennemie. La flotte de Porte Baby a été retirée du service en octobre 1918.

## Opérateurs
Royaume-Uni
- Royal Naval Air Service
- Royal Air Force